# Heligmonevra seminuda
Heligmonevra seminuda là một loài ruồi trong họ Asilidae. Heligmonevra seminuda được Oldroyd miêu tả năm 1972. Loài này phân bố ở miền Ấn Độ - Mã Lai.